# Soldier of Love (album)
Soldier of Love is het zesde studioalbum van de Engelse band Sade. Het werd op 8 februari 2010 uitgebracht. In de Verenigde Staten werd het een dag later uitgegeven. Op 8 december 2009 werd de eerste single van het album, "Soldier of Love", via de officiële website van Sade uitgegeven. De videoclip van deze single werd geregisseerd door Sophie Muller.
Het album kwam binnen op de vierde positie in de Britse Albums Chart.

## Tracklist
Alle muziek en teksten zijn geschreven door Sade Adu en Stuart Matthewman, tenzij anders aangegeven. 
| 1.                 | The Moon and the Sky        | 4:28 |
| 2.                 | Soldier of Love             | 5:58 |
| 3.                 | Morning Bird                | 3:55 |
| 4.                 | Babyfather                  | 4:40 |
| 5.                 | Long Hard Road (Sade Adu)   | 3:02 |
| 6.                 | Be That Easy                | 3:40 |
| 7.                 | Bring Me Home               | 4:08 |
| 8.                 | In Another Time             | 5:05 |
| 9.                 | Skin                        | 4:13 |
| 10.                | The Safest Place (Sade Adu) | 2:46 |
| Totale duur: 41:54 |                             |      |

## Bezetting

### Sade
- Sade Adu - zang
- Stuart Matthewman - gitaar, saxofoon
- Andrew Hale - keyboard
- Paul S. Denman - basgitaar

### Gastmuzikanten
- Tony Momrelle - zang
- Leroy Osbourne - zang
- Martin Ditcham - percussie, drums
- Pete Lewinson - drums
- Everton Nelson - viool
- Ian Burdge - cello
- Gordon Matthewman - trompet
- Noel Langley - trompet
- Ila Adu - zang op "Babyfather"
- Clay Matthewman - zang op "Babyfather"
- Juan Janes - gitaar op "Long Hard Road"
- Sophie Muller - ukulele

## Hitnoteringen

### NederlandseAlbum Top 100
| Hitnotering: (Week 1 t/m 27) 20-02-2010 t/m 21-08-2010 Hitnotering: (Week 28) 04-09-2010 Hitnotering: (Week 29) 25-09-2010 Hitnotering: (Week 30) 23-10-2010 | Hitnotering: (Week 1 t/m 27) 20-02-2010 t/m 21-08-2010 Hitnotering: (Week 28) 04-09-2010 Hitnotering: (Week 29) 25-09-2010 Hitnotering: (Week 30) 23-10-2010 | Hitnotering: (Week 1 t/m 27) 20-02-2010 t/m 21-08-2010 Hitnotering: (Week 28) 04-09-2010 Hitnotering: (Week 29) 25-09-2010 Hitnotering: (Week 30) 23-10-2010 | Hitnotering: (Week 1 t/m 27) 20-02-2010 t/m 21-08-2010 Hitnotering: (Week 28) 04-09-2010 Hitnotering: (Week 29) 25-09-2010 Hitnotering: (Week 30) 23-10-2010 | Hitnotering: (Week 1 t/m 27) 20-02-2010 t/m 21-08-2010 Hitnotering: (Week 28) 04-09-2010 Hitnotering: (Week 29) 25-09-2010 Hitnotering: (Week 30) 23-10-2010 | Hitnotering: (Week 1 t/m 27) 20-02-2010 t/m 21-08-2010 Hitnotering: (Week 28) 04-09-2010 Hitnotering: (Week 29) 25-09-2010 Hitnotering: (Week 30) 23-10-2010 | Hitnotering: (Week 1 t/m 27) 20-02-2010 t/m 21-08-2010 Hitnotering: (Week 28) 04-09-2010 Hitnotering: (Week 29) 25-09-2010 Hitnotering: (Week 30) 23-10-2010 | Hitnotering: (Week 1 t/m 27) 20-02-2010 t/m 21-08-2010 Hitnotering: (Week 28) 04-09-2010 Hitnotering: (Week 29) 25-09-2010 Hitnotering: (Week 30) 23-10-2010 | Hitnotering: (Week 1 t/m 27) 20-02-2010 t/m 21-08-2010 Hitnotering: (Week 28) 04-09-2010 Hitnotering: (Week 29) 25-09-2010 Hitnotering: (Week 30) 23-10-2010 | Hitnotering: (Week 1 t/m 27) 20-02-2010 t/m 21-08-2010 Hitnotering: (Week 28) 04-09-2010 Hitnotering: (Week 29) 25-09-2010 Hitnotering: (Week 30) 23-10-2010 | Hitnotering: (Week 1 t/m 27) 20-02-2010 t/m 21-08-2010 Hitnotering: (Week 28) 04-09-2010 Hitnotering: (Week 29) 25-09-2010 Hitnotering: (Week 30) 23-10-2010 | Hitnotering: (Week 1 t/m 27) 20-02-2010 t/m 21-08-2010 Hitnotering: (Week 28) 04-09-2010 Hitnotering: (Week 29) 25-09-2010 Hitnotering: (Week 30) 23-10-2010 | Hitnotering: (Week 1 t/m 27) 20-02-2010 t/m 21-08-2010 Hitnotering: (Week 28) 04-09-2010 Hitnotering: (Week 29) 25-09-2010 Hitnotering: (Week 30) 23-10-2010 | Hitnotering: (Week 1 t/m 27) 20-02-2010 t/m 21-08-2010 Hitnotering: (Week 28) 04-09-2010 Hitnotering: (Week 29) 25-09-2010 Hitnotering: (Week 30) 23-10-2010 | Hitnotering: (Week 1 t/m 27) 20-02-2010 t/m 21-08-2010 Hitnotering: (Week 28) 04-09-2010 Hitnotering: (Week 29) 25-09-2010 Hitnotering: (Week 30) 23-10-2010 | Hitnotering: (Week 1 t/m 27) 20-02-2010 t/m 21-08-2010 Hitnotering: (Week 28) 04-09-2010 Hitnotering: (Week 29) 25-09-2010 Hitnotering: (Week 30) 23-10-2010 | Hitnotering: (Week 1 t/m 27) 20-02-2010 t/m 21-08-2010 Hitnotering: (Week 28) 04-09-2010 Hitnotering: (Week 29) 25-09-2010 Hitnotering: (Week 30) 23-10-2010 | Hitnotering: (Week 1 t/m 27) 20-02-2010 t/m 21-08-2010 Hitnotering: (Week 28) 04-09-2010 Hitnotering: (Week 29) 25-09-2010 Hitnotering: (Week 30) 23-10-2010 | Hitnotering: (Week 1 t/m 27) 20-02-2010 t/m 21-08-2010 Hitnotering: (Week 28) 04-09-2010 Hitnotering: (Week 29) 25-09-2010 Hitnotering: (Week 30) 23-10-2010 | Hitnotering: (Week 1 t/m 27) 20-02-2010 t/m 21-08-2010 Hitnotering: (Week 28) 04-09-2010 Hitnotering: (Week 29) 25-09-2010 Hitnotering: (Week 30) 23-10-2010 | Hitnotering: (Week 1 t/m 27) 20-02-2010 t/m 21-08-2010 Hitnotering: (Week 28) 04-09-2010 Hitnotering: (Week 29) 25-09-2010 Hitnotering: (Week 30) 23-10-2010 | Hitnotering: (Week 1 t/m 27) 20-02-2010 t/m 21-08-2010 Hitnotering: (Week 28) 04-09-2010 Hitnotering: (Week 29) 25-09-2010 Hitnotering: (Week 30) 23-10-2010 | Hitnotering: (Week 1 t/m 27) 20-02-2010 t/m 21-08-2010 Hitnotering: (Week 28) 04-09-2010 Hitnotering: (Week 29) 25-09-2010 Hitnotering: (Week 30) 23-10-2010 | Hitnotering: (Week 1 t/m 27) 20-02-2010 t/m 21-08-2010 Hitnotering: (Week 28) 04-09-2010 Hitnotering: (Week 29) 25-09-2010 Hitnotering: (Week 30) 23-10-2010 | Hitnotering: (Week 1 t/m 27) 20-02-2010 t/m 21-08-2010 Hitnotering: (Week 28) 04-09-2010 Hitnotering: (Week 29) 25-09-2010 Hitnotering: (Week 30) 23-10-2010 | Hitnotering: (Week 1 t/m 27) 20-02-2010 t/m 21-08-2010 Hitnotering: (Week 28) 04-09-2010 Hitnotering: (Week 29) 25-09-2010 Hitnotering: (Week 30) 23-10-2010 | Hitnotering: (Week 1 t/m 27) 20-02-2010 t/m 21-08-2010 Hitnotering: (Week 28) 04-09-2010 Hitnotering: (Week 29) 25-09-2010 Hitnotering: (Week 30) 23-10-2010 | Hitnotering: (Week 1 t/m 27) 20-02-2010 t/m 21-08-2010 Hitnotering: (Week 28) 04-09-2010 Hitnotering: (Week 29) 25-09-2010 Hitnotering: (Week 30) 23-10-2010 | Hitnotering: (Week 1 t/m 27) 20-02-2010 t/m 21-08-2010 Hitnotering: (Week 28) 04-09-2010 Hitnotering: (Week 29) 25-09-2010 Hitnotering: (Week 30) 23-10-2010 | Hitnotering: (Week 1 t/m 27) 20-02-2010 t/m 21-08-2010 Hitnotering: (Week 28) 04-09-2010 Hitnotering: (Week 29) 25-09-2010 Hitnotering: (Week 30) 23-10-2010 | Hitnotering: (Week 1 t/m 27) 20-02-2010 t/m 21-08-2010 Hitnotering: (Week 28) 04-09-2010 Hitnotering: (Week 29) 25-09-2010 Hitnotering: (Week 30) 23-10-2010 | Hitnotering: (Week 1 t/m 27) 20-02-2010 t/m 21-08-2010 Hitnotering: (Week 28) 04-09-2010 Hitnotering: (Week 29) 25-09-2010 Hitnotering: (Week 30) 23-10-2010 | Hitnotering: (Week 1 t/m 27) 20-02-2010 t/m 21-08-2010 Hitnotering: (Week 28) 04-09-2010 Hitnotering: (Week 29) 25-09-2010 Hitnotering: (Week 30) 23-10-2010 | Hitnotering: (Week 1 t/m 27) 20-02-2010 t/m 21-08-2010 Hitnotering: (Week 28) 04-09-2010 Hitnotering: (Week 29) 25-09-2010 Hitnotering: (Week 30) 23-10-2010 | Hitnotering: (Week 1 t/m 27) 20-02-2010 t/m 21-08-2010 Hitnotering: (Week 28) 04-09-2010 Hitnotering: (Week 29) 25-09-2010 Hitnotering: (Week 30) 23-10-2010 |
| Week | 1 | 2 | 3 | 4 | 5 | 6 | 7 | 8 | 9 | 10 | 11 | 12 | 13 | 14 | 15 | 16 | 17 | 18 | 19 | 20 | 21 | 22 | 23 | 24 | 25 | 26 | 27 | 28 | 29 | 30 | 31 | 32 | 33 | |
| --- | --- | --- | --- | --- | --- | --- | --- | --- | --- | --- | --- | --- | --- | --- | --- | --- | --- | --- | --- | --- | --- | --- | --- | --- | --- | --- | --- | --- | --- | --- | --- | --- | --- | --- |
| Nummer | 2 | 7 | 9 | 18 | 19 | 22 | 35 | 40 | 44 | 49 | 62 | 57 | 46 | 68 | 64 | 92 | 62 | 61 | 62 | 86 | 83 | 95 | 80 | 68 | 82 | 91 | 94 | uit | 90 | uit | 93 | uit | 83 | uit |

### VlaamseUltratop 100Albums
| Hitnotering: 13-02-2010 t/m 05-06-2010 | Hitnotering: 13-02-2010 t/m 05-06-2010 | Hitnotering: 13-02-2010 t/m 05-06-2010 | Hitnotering: 13-02-2010 t/m 05-06-2010 | Hitnotering: 13-02-2010 t/m 05-06-2010 | Hitnotering: 13-02-2010 t/m 05-06-2010 | Hitnotering: 13-02-2010 t/m 05-06-2010 | Hitnotering: 13-02-2010 t/m 05-06-2010 | Hitnotering: 13-02-2010 t/m 05-06-2010 | Hitnotering: 13-02-2010 t/m 05-06-2010 | Hitnotering: 13-02-2010 t/m 05-06-2010 | Hitnotering: 13-02-2010 t/m 05-06-2010 | Hitnotering: 13-02-2010 t/m 05-06-2010 | Hitnotering: 13-02-2010 t/m 05-06-2010 | Hitnotering: 13-02-2010 t/m 05-06-2010 | Hitnotering: 13-02-2010 t/m 05-06-2010 | Hitnotering: 13-02-2010 t/m 05-06-2010 | Hitnotering: 13-02-2010 t/m 05-06-2010 | Hitnotering: 13-02-2010 t/m 05-06-2010 |
| Week                                   | 1                                      | 2                                      | 3                                      | 4                                      | 5                                      | 6                                      | 7                                      | 8                                      | 9                                      | 10                                     | 11                                     | 12                                     | 13                                     | 14                                     | 15                                     | 16                                     | 17                                     |                                        |
| -------------------------------------- | -------------------------------------- | -------------------------------------- | -------------------------------------- | -------------------------------------- | -------------------------------------- | -------------------------------------- | -------------------------------------- | -------------------------------------- | -------------------------------------- | -------------------------------------- | -------------------------------------- | -------------------------------------- | -------------------------------------- | -------------------------------------- | -------------------------------------- | -------------------------------------- | -------------------------------------- | -------------------------------------- |
| Nummer                                 | 11                                     | 5                                      | 6                                      | 11                                     | 18                                     | 20                                     | 26                                     | 33                                     | 51                                     | 51                                     | 55                                     | 50                                     | 70                                     | 79                                     | 66                                     | 87                                     | 97                                     | uit                                    |